# Запальное
Запальное — хутор в Соль-Илецком городском округе Оренбургской области на территории бывшего Буранного сельсовета.

## География
Расположен в 10 км к юго-западу от села Буранное на расстоянии примерно 50 километров по прямой на юго-запад от окружного центра города Соль-Илецк.

## Климат
Климат резко континентальный, характеризующийся холодной суровой зимой, жарким летом, быстрым переходом от зимы к лету, недостаточностью атмосферных осадков. Зимой территория находится под влиянием холодных материковых воздушных масс, а летом из полупустынь Казахстана приходит континентальный «горячий» воздух, в результате чего почти ежегодно наблюдаются засушливые и суховейные периоды. Среднегодовая температура воздуха (+5,0 °C). Среднемесячная температура воздуха самого холодного месяца: −13,0 °C (январь, февраль). Среднемесячная температура воздуха самого жаркого месяца: +22,6 °C (июль). Среднегодовое количество осадков составляет 339 мм. Основная сумма осадков выпадает в тёплый период года (апрель-октябрь) и составляет 168 мм. В холодный период (ноябрь-март) осадков выпадает 153 мм.

## История
Основано было поселение где-то в 1937 году, как посёлок животноводов у фермы колхоза «Искра». В 1960-м году значится уже как хутор Запальное.

## Население
Постоянное население составляло 55 человек в 2002 году (казахи 100 %), 4 в 2010 году.